# Акылбай (Башкортостан)
Акылбай (баш. Акылбай) — деревня в Янаульском районе Республики Башкортостан Российской Федерации. Входит в состав Воядинского сельсовета.

## География

### Географическое положение
Расположена на реке Вояде. Расстояние до:
- районного центра (Янаул): 26 км,
- центра сельсовета (Вояды): 5 км,
- ближайшей ж/д станции (Янаул): 26 км.

## История
В 1896 году упоминается выселок Акылбай, относившийся к Байгузинской волости IV стана Бирского уезда Уфимской губернии, но находящийся на земле Осинского уезда Пермской губернии — 16 дворов, 89 жителей (48 мужчин, 41 женщина).
В 1920 году в 50 дворах проживало 272 человека (124 мужчины, 148 женщин).
К 1926 году деревня была передана из Уральской области в состав Янауловской волости Бирского кантона Башкирской АССР.
В 1939 году — 341 житель, в 1959 — 386 жителей.
Во время Великой Отечественной войны действовал колхоз «Авангард».
В 1982 году население — около 200 человек.
В 1989 году — 134 человека (59 мужчин, 75 женщин).
В 2002 году — 114 человек (54 мужчины, 60 женщин), преобладают башкиры (83 %).
В 2010 году — 78 человек (37 мужчин, 41 женщина).

## Население
| 2002 | 2009 | 2010 |
| ---- | ---- | ---- |
| 114  | ↘98  | ↘78  |

## Инфраструктура
Действует сельский клуб, фельдшерско-акушерский пункт.
В деревне находится памятник односельчанам, погибшим в войне.